# Matys Grisel
Matys Grisel (* 14. Juli 2005) ist ein französischer Radrennfahrer, der auf der Straße aktiv ist.

## Sportlicher Werdegang
Als Junior war Grisel Mitglied der Nationalmannschaft und konnte sich insbesondere in der Saison 2023 durch zahlreiche Top-10-Platzierungen hervortun, unter anderem gewann er Paris–Roubaix Juniors sowie Etappen der Saarland Trofeo, der Watersley Junior Challenge und des Course de la Paix Juniors. Zum Abschluss der Saison wurde er bei den Europameisterschaften in Drenthe Vizeeuropameister im Straßenrennen der Junioren.
Mit dem Wechsel in die U23 wurde Grisel 2024 Mitglied Lotto Dstny Development Team. Seinen ersten Sieg bei einem internationalen Rennen erzielte er bei der Tour de Bretagne Cycliste, als er die fünfte Etappe im Sprint einer kleineren Spitzengruppe für sich entschied. Nach einem weiteren Jahr im Development Team ist geplant, dass Grisel zur Saison 2026 in das Profi-Team wechseln wird.

## Erfolge
2022
- Mannschaftszeitfahren Aubel-Thimister-Stavelot
- Nachwuchswertung Trophée Centre Morbihan

2023
- Paris–Roubaix Juniors
- eine Etappe Course de la Paix Juniors
- eine Etappe Saarland Trofeo
- eine Etappe und Punktewertung Watersley Junior Challenge
- Junioren-Europameisterschaften – Straßenrennen

2024
- eine Etappe Tour de Bretagne Cycliste